# FRI and College Area
FRI and College Area is een census town in het district Dehradun van de Indiase staat Uttarakhand. FRI staat voor Forest Research Institute, dat in de plaats gevestigd is.

## Demografie
Volgens de Indiase volkstelling van 2001 wonen er 5428 mensen in FRI and College Area, waarvan 53% mannelijk en 47% vrouwelijk is. De plaats heeft een alfabetiseringsgraad van 81%. 